# Chung Hae-seong
Chung Hae-soung (Hangul: 정해성; Hanja: 鄭海成; sinh ngày 4 tháng 3 năm 1958 tại Busan, Hàn Quốc) là một cựu cầu thủ bóng đá người Hàn Quốc. ông từng là huấn luyện viên trưởng của câu lạc bộ bóng đá Thành phố Hồ Chí Minh.